# Vito Ferrara
Vito Ferrara (San Cataldo, 26 gennaio 1933 – 31 ottobre 1997) è stato un politico italiano.